# Невилл, Томас, 5-й барон Фёрниволл
Томас де Невилл (англ. Thomas de Neville; ок. 1366 — 14 марта 1407) — 5-й барон Фёрниволл с 1383, 1-й барон Невилл из Халламшира с 1383, английский землевладелец, второй сын Джона де Невилла, 3-го барона Невилла из Рэби, от первого брака с Мод Перси. Посредством брака Томас унаследовал владения Фёрниволлов, благодаря чему был вызван в качестве барона в английский парламент. После избрания королём Генриха IV занимал ряд должностей в Северной Англии, а в 1404 году вошёл в состав Большого королевского совета и стал главным казначеем Англии. Поскольку он не оставил сыновей, его владения были разделены между двумя дочерьми, а баронский титул посредством брака перешёл к Толботам.

## Происхождение
Джон происходил из знатного английского рода Невиллов, который был вторым по значимости родом в Северно-Восточной Англии после рода Перси. Его отец, Джон де Невилл, 3-й барон Невилл из Рэби, был богатым землевладельцем, имевшим большое количество владений в ряде графств Северо-Восточной Англии, в первую очередь в Дареме, Нортумберленде, Северном Йоркшире и Линкольншире. Главным его поместьем было Рэби в Дареме, на месте которого он построил замок Рэби. Кроме того, он был близким соратником Джона Гонта, одного из сыновей короля Англии Эдуарда III, игравшего заметную роль в управлении Английским королевством во второй половине XIV века. Благодаря этим связям, он значительно расширил свои владения и богатства. Также он проявил себя как военачальник и неоднократно занимал должность хранителя Шотландских марок. По сообщению «Вестминстерской хронике» в 1385 году король Ричард II присвоил ему титул графа Камберленда, однако в знак протеста против щедрости короля парламент в октябре того же года отказался утвердить этот титул.
От двух браков Джон оставил несколько сыновей и дочерей. Томас был вторым сыном, родившимся в первом браке с Мод Перси, дочерью Генри де Перси, 2-го барона Перси из Алника и Идонеи Клиффорд.

## Биография
Томас, вероятно, родился около 1366 года. Основным наследником владений Джона Невилла после его смерти в 1388 году стал его старший сын, Ральф де Невилл, который в 1397 году получил ещё и титул графа Уэстморленда. Однако ещё при жизни отца Томаса женили на Джоан де Фёрниволл, дочери и наследнице Уильяма де Фёрниволла, 4-го барона Фёрниволла. Поэтому после смерти барона в 1383 году его владения и титул перешли к дочери. Томас 20 августа 1383 года был впервые вызван в парламент как барон Невилл из Халамшира, однако все его называли бароном Фёрниволлом.
После смерти первой жены в 1401 году Томас женился вторично на Анкарет Ле Стрейндж, 7-й баронессе Стрейндж из Блэкмера, дочери Джона ле Стрейнджа, 4-го барона Стрейнджа из Блэкмера, вдове Ричарда Толбота, 4-го барона Толбота.
Невиллы, у которых были прочные связи с Ланкастерами, поддержали свержение короля Ричарда II и возведение на английский престол Генриха IV, сына Джона Гонта. 23 октября 1399 года Томас присутствовал на заседании парламента, на котором было одобрено заключение бывшего короля под стражу. В тот же день он был назначен хранителем Аннандейла и констеблем замка Лохмабен в Западной Шотландской марке. В 1403 году он стал хранителем замков Алник, Берик и Уоркворт, а в 1404 году вошёл в состав Большого королевского совета и стал главным казначеем Англии.
Томас умер 14 марта 1407 года. По его завещанию похоронили его в приорате Уорксоп в Ноттингемшире рядом с первой женой.
От двух браков Томас оставил двух дочерей. Основной наследницей стала родившаяся в первом браке его старшая дочь, Мод Невилл, которую выдали замуж за его пасынка, Джона Толбота, 7-го барона Толбота, знаменитого английского военачальника во время Столетней войны, который позже получил титул графа Шрусбери. Их потомки носили среди прочих и титул барона Фёрниволла. О второй дочери, Джоан, родившейся во втором браке, известно мало. Она была сонаследницей сестры, вышла замуж за сэра Хью Кокси, но умерла бездетной.

## Брак и дети
1-я жена: не позднее 1 июля 1379 Джоан де Фёрниволл (октябрь 1368—1395), 5-я баронесса Фёрниволл с 1383, дочь Уильяма де Фёрниволла, 4-го барона Фёрниволла, и Томасины де Дагуорт. Дети:
- Матильда Невилл (ок. 1392 — ок. 1423), 6-я баронесса Фёрниволл с 1395; муж: с 12 марта 1407 Джон Толбот (1384 — 17 июля 1453), 7-й барон Толбот и 10-й барон Стрейндж из Блэкмера с 1421 года, барон Фёрниволл (по праву жены) с 1421, лорд-лейтенант Ирландии в 1414—1419 годах, 1-й граф Шрусбери с 1442 года, 1-й граф Уотерфорд и лорд верховный стюарт Ирландии с 1446. Их потомки унаследовали титул барона Фёрниволла[9][15][16][17].

2-я жена: с 1401 Анкарет Ле Стрейндж (ок. 1361 — 1 июня 1413), 7-я баронесса Стрейндж из Блэкмера с 1383, дочь Джона ле Стрейнджа, 4-го барона Стрейнджа из Блэкмера, и Мэри Фицалан, вдова Ричарда Толбота, 4-го барона Толбота. Дети:
- Джоан де Невилл (ок. 1402 — 26 августа 1433); муж: до 28 ноября 1419 сэр Хью Кокси[12][14][15].